# 스티븐 가리노
스티븐 가리노(Stephen Guarino, 1975년 11월 14일 ~ )는 미국의 배우이다.

## 출연 작품
- 아임 다잉 업 히어 (2017)
- 베어 시티 2 : 청혼 (2012)
- 베어 시티 (2010)
- 잉글리쉬맨 인 뉴욕 (2009)
- 헤이트 발렌타인데이 (2009)
- 쇼퍼홀릭 (2009)